# Carl Gustaf Walberg
Carl Gustaf Walberg, född 28 september 1788 i Jönköping, död 20 oktober 1821 i Stockholm, var en svensk tjänsteman och författare.
Carl Gustaf Walberg var son till stadsfogden Magnus Wahlberg och Britta Christina Appelgren. Han kom efter studier i Jönköpings skola och Växjö gymnasium 1805 till Lunds universitet, flyttade 1806 till Uppsala och avlade där samma år hovrättsexamen. Han blev auskultant i Svea hovrätt 1806 samt tjänstgjorde även en tid vid postverket och i Kammarkollegium. År 1812 blev han kanslist vid Dramatiska teatern och var sedan auskultant och därefter notarie i Stockholms stads justitiekollegium. Walberg utgav en mängd tidskrifter, pamfletter, tillfällighetsdikter, noveller och romaner. Särskilt med romanerna, som räknades till tidens usla litteratur, vann han en vidsträckt herostratisk ryktbarhet. Främst från nyromantiskt håll utsattes Walberg för en fullständigt nedgörande kritik med anledning av alstrens "afgjorda elände". Mest känd blev han genom romanen Uggelviks Balen (1-4, 1814–1815), där han skildrade "den sämre verlden i sin brokighet" i en rad tavlor från krogar, jungfruhus och bindmössebaler i 1810-talets Stockholm. Att han inte drog sig för att påpeka förekomsten av prostitution och fosterfördrivning, syns främst ha ådragit honom benämningen "pasquillant af det förkastligaste slag". Genom ämnesvalet blev han dock en tidig representant för realismen och hans romaner haft stort kulturhistorisk betydelse. Walberg var genom sitt oordentliga levnadssätt väl bekant med miljöerna han skildrade i sina romaner.